# 홍완표
홍완표(1981년 8월 21일~)는 대한민국의 배우이다.

## 학력
- 전남과학대학 연극영화과

## 출연작

### 영화
- 《드림》(2023년) - 영진 역
- 《카오산 탱고》(2020년) - 지하 역
- 《극한직업》(2019년) - 제복경찰 1 역
- 《명당》(2018년) - 관아 역
- 《사월의 끝》(2017년) - 경수 역
- 《택시운전사》(2017년) - 대학생 시위대 2 역
- 《여교사》(2017년) - 부장 교사 역
- 《선지자의 밤》(2015년) - 윤근 역
- 《스물》(2015년) - 조감독 / 치호연출부감독 역
- 《고양이 장례식》(2015년) - 진혁 역
- 《두근두근 내 인생》(2014년) - 연구원 역
- 《출출한 여자》(2013년) - 홍완표 대리 역
- 《힘내세요, 병헌씨》(2013년) - 병헌 역
- 《저 햇살 속의 먼 여행》(2011년) - 창수 역
- 《살인의 강》(2009년) - 교도관 2 역

### 드라마
- 《플레이어 2 : 꾼들의 전쟁》(tvN, 2024년) - 배선우 역
- 《조선변호사》(MBC, 2023년) - 조철주 역
- 《꽃 피면 달 생각하고》(KBS2, 2021년) - 계상목 역
- 《멜로가 체질》(JTBC, 2019년)
- 《썸남썸녀》(도레미 엔터테인먼트, 2014년) - 교회오빠 1 역
- 《출출한 여자》(네이버TV, 2013년)
- 《짝패》(MBC, 2011년) - 아래적 역
- 《KBS 드라마 스페셜 - 옆집 아줌마》(KBS2, 2010년) - 민철 역
- 《그 남자의 나라》(SBS, 2009년) - 후쿠시마 오토키치 역
- 《유리화》(SBS, 2004년) - 신입사원 역

## 수상 및 후보
| 연도 | 시상식        | 부문       | 작품             | 결과 |
| ---- | ------------- | ---------- | ---------------- | ---- |
| 2013 | 제50회 대종상 | 신인남우상 | 힘내세요, 병헌씨 | 후보 |